# Col de Tentes
Le col de Tentes, également dénommé col des Tentes, est un col routier des Pyrénées, situé en Lavedan dans le département des Hautes-Pyrénées. Son altitude est de 2 207 mètres.

## Géographie
Situé dans la commune de Gavarnie-Gèdre, au-delà de la station éponyme, le col de Tentes est un belvédère permettant de contempler tout particulièrement le cirque de Gavarnie, site inscrit au Patrimoine mondial de l’humanité dans l'ensemble Pyrénées-Mont Perdu. À ce titre, il est particulièrement fréquenté par les touristes et excursionnistes et offre un site d'altitude aux personnes à mobilité réduite.

## Histoire
Alors qu'en 1969 la route est achevée sur le versant français et conduisait au-delà du col jusqu'au port de Boucharo frontalier, aucune route n'a jamais été construite côté espagnol. Finalement les deux derniers kilomètres entre le col de Tentes et le port de Boucharo sont déclassés. Le revêtement goudronné est ensuite retiré dans la vallée des Pouey Aspé pour laisser place à un chemin accessible aux personnes à mobilité réduite sur les 800 premiers mètres.

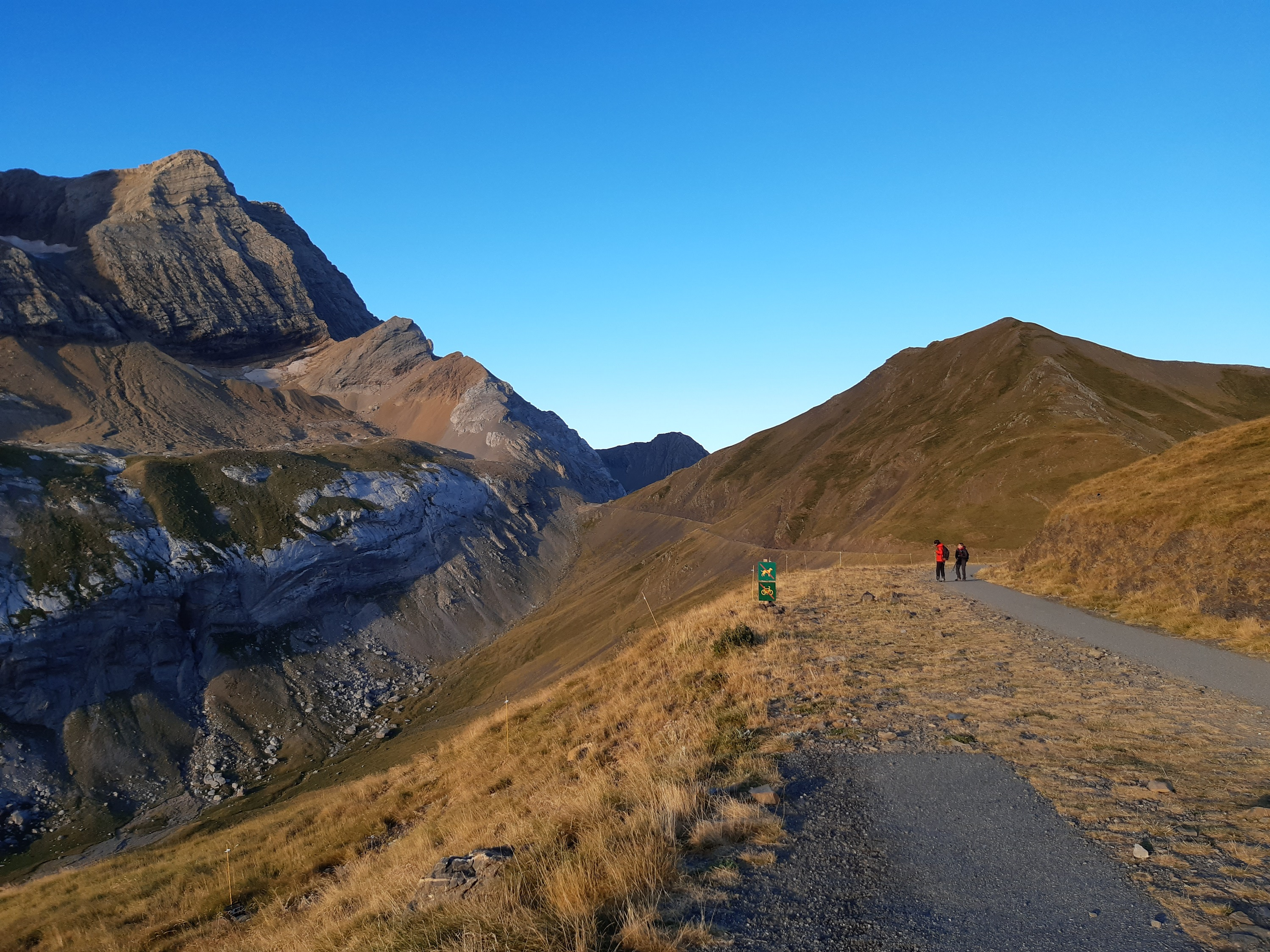
Vue du port de Boucharo et de la piste s'y rendant.
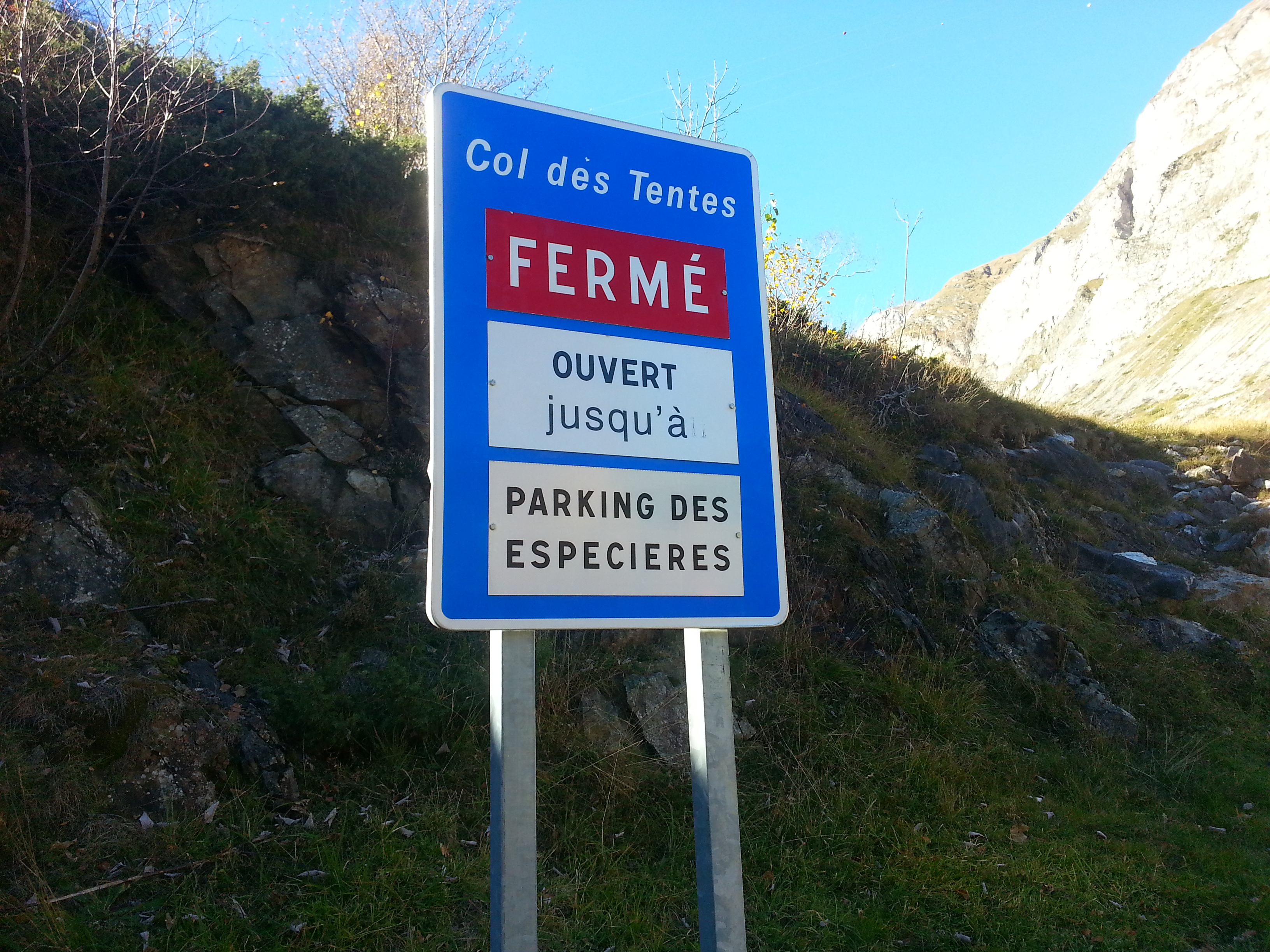
Panneau signalant une fermeture hivernale.
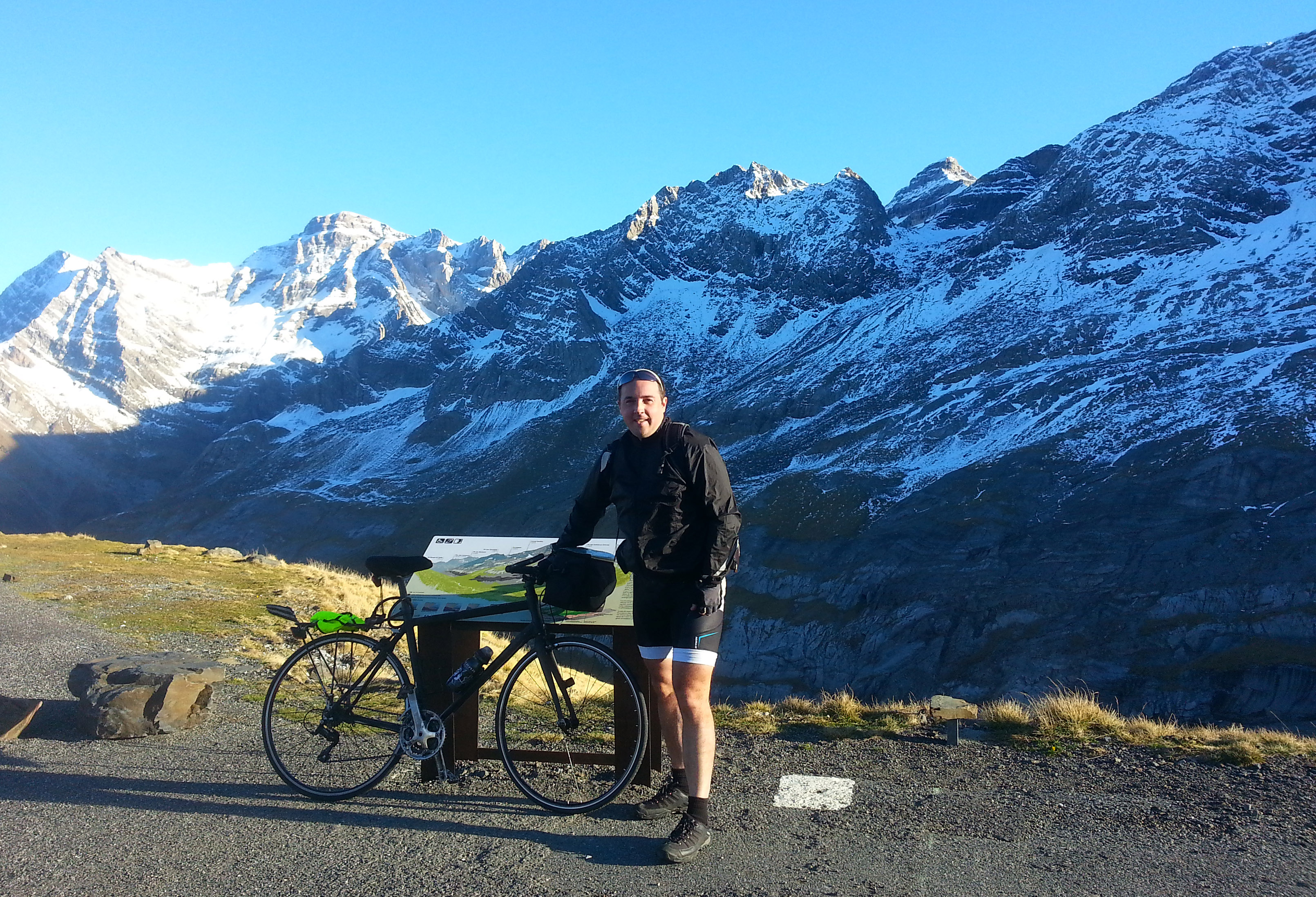
Cycliste et table d'orientation au col.

## Activités

### Randonnée
Le col constitue un point de départ pour le col des Espécières transfrontalier (puerto de Lapazosa) précédé par le lac des Espécières, pour le port de Boucharo (puerto de Bujaruelo) également transfrontalier par la piste issue de l'ancienne route et, au-delà, pour les glaciers des Gabiétous et du Taillon, le cirque de Gavarnie et sa cascade.

### Protection environnementale
Le col est situé dans le parc national des Pyrénées et fait partie d'une zone naturelle protégée, classée ZNIEFF de type 1, « vallons d'Ossoue et d'Aspé », et de type 2, « haute vallée du gave de Pau : vallées de Gèdre et Gavarnie ».